# Liste der Einträge im National Register of Historic Places im Midland County (Texas)
Die Liste der Registered Historic Places im Midland County führt alle Bauwerke und historischen Stätten im texanischen Midland County auf, die in das National Register of Historic Places aufgenommen wurden.

## Aktuelle Einträge
| Lfd. Nr. | Name im NRHP                   | Bild | Datum der Eintragung | Adresse/Lage       | Ort     | NRHP-ID  | Beschreibung |
| -------- | ------------------------------ | ---- | -------------------- | ------------------ | ------- | -------- | ------------ |
| 1        | Brown-Dorsey House             |      | 17. Juni 1982        | 213 N. Weatherford | Midland | 82004516 |              |
| 2        | Fred and Juliette Turner House |      | 15. Aug. 1988        | 1705 W. Missouri   | Midland | 88001148 |              |
| 3        | George W. Bush Childhood Home  |      | 28. Juli 2004        | 1412 W. Ohio       | Midland | 04000768 |              |